# Любчак Сергій Юрійович
Сергій Юрійович Любчак (нар. 15 травня 1986, Одеса, УРСР) — український футболіст, захисник клубу «Балкани».

## Кар'єра гравця
Вихованець СДЮСШОР «Чорноморець», де займався під керівництвом Савелія Тимофійовича Семенова, а потім Олександра Козлова. Першою професіональною командою Любчака була білоцерківська «Рось». Після переходу до складу цього клубу футболіст отримав серйозну травму, тому за білоцерківську команду зіграв лише 3 матчі. Отриману в Білій Церкві травму лікував в Одесі, де отримав пропозицію від Юрія Куліша та Валентина Стрижакова пройти перегляд у кишинівській «Академії-УТМ». У клубі Ігоря Добровольського Любчак провів три з половиною сезони.
У 2011 році перейшов у команду вищої білоруської ліги «Торпедо-БелАЗ» (Жодіно). У цьому колективі у футболіста не склалися стосунки з головним тренером, і після закінчення осінньої частини чемпіонату футболіст повернувся в Україну. Перебуваючи в Одесі, Любчак зателефонував Геннадію Щекотиліну й через нього запропонував свої послуги місцевому ФК «Одеса». Тренерський штаб на чолі з Андрієм Пархоменко оцінив можливості футболіста, і він уклав контракт. У цій команді захисник провів рік, зігравши у 34 матчах Першої ліги.
Далі грав у клубі «Тирасполь». Сезон 2013/14 провів у головківському «УкрАгроКомі». За «аграріїв» дебютував 27 липня 2013 року у виїзному матчі 3-го туру Першої ліги проти алчевської «Сталі». Головківська команда поступилася з рахунком 0:2. Сергій вийшов на поле на 84-ій хвилині матчу, замінивши Віталія Пономаря. У складі «УкрАгроКому» в Першій лізі зіграв 21 матч, ще 2 поєдинки у складі аграріїв зіграв у кубку України. Після об'єднання «УкрАгроКому» та ПФК «Олександрія» на правах вільного агента перейшов до криворізького «Гірника». У складі криворізького клубу в чемпіонаті України зіграв 7 матчів, ще 1 — у кубку України. У жовтні 2014 року «Гірник» та Сергій за обопільною згодою сторін розірвали контракт. У 2015 році захищав кольори грузинського ФК «Чихура», який став п'ятим в «Умаглесі-лізі». За цей клуб провів 12 поєдинків.
Улітку 2015 року уклав контракт із МФК «Миколаїв».
У січні 2017 року став гравцем клубу «Балкани».

## Досягнення
- Дивізіон А
  -  Бронзовий призер (1): 2007/08
- Кубок Молдови
  -  Володар (1): 2012/13

- Суперкубок Білорусі
  -  Фіналіст (1): 2011